# USS Illinois (BB-65)
O USS Illinois foi um couraçado planejado para a Marinha dos Estados Unidos e a quinta embarcação da Classe Iowa, depois do USS Iowa, USS New Jersey, USS Missouri e USS Wisconsin, e seguido pelo USS Kentucky. Sua construção começou em dezembro de 1942 no Estaleiro Naval da Filadélfia, originalmente encomendado para suprir a demanda dos Estados Unidos por couraçados rápidos para escoltar sua força de porta-aviões durante a Segunda Guerra Mundial. A construção do Illinois recebeu baixa prioridade e ele ainda estava incompleto ao final da guerra em 1945. Uma proposta para convertê-lo em um porta-aviões foi levantada, mas não levada adiante. Ele foi desmontado em 1958.

## Antecedentes
A Classe Iowa foi projetada no final da década de 1930 em resposta às expectativas da Marinha dos Estados Unidos de uma guerra contra o Japão. Oficiais norte-americanos tradicionalmente preferiam couraçados lentos e muito bem armados e protegidos, porém os planejadores da marinha determinaram que uma frota assim teria dificuldades em trazer a frota japonesa mais rápida para uma batalha, especialmente os cruzadores de batalha da Classe Kongō e os porta-aviões da 1ª Frota Aérea. Estudos de projeto preparados durante o desenvolvimento das Classes North Carolina e South Dakota demonstraram a dificuldade para se resolver os desejos de oficiais e planejadores dentro dos limites de deslocamento do sistema do Tratado Naval de Washington. A chamada "cláusula do escalonamento" do Segundo Tratado Naval de Londres de 1936 permitia um aumento de deslocamento padrão de 36 mil toneladas para 46 mil toneladas caso qualquer país signatário se recusasse a ratificar o tratado, algo que o Japão não tinha feito.
O navio que se tornaria o Illinois foi originalmente concebido como o primeiro couraçado da Classe Montana. Entretanto, a necessidade de adotar uma mobilização industrial diante da ameaça de guerra fez a marinha colocar o projeto da Classe Montana em espera. Um programa de construção naval emergencial foi aprovado em 19 de julho de 1940, fazendo com que Illinois se transformasse em uma unidade da Classe Iowa com o objetivo de economizar tempo de construção. O projeto da Classe Iowa também era mais rápido do que a Classe Montana, fazendo-os navios mais adequados para escolta e defesa antiaérea adicional dos porta-aviões da Classe Essex. Parte do financiamento para a construção do couraçado veio do leilão de "Rei Netuno", um porco apresentado pelo estado de Illinois em uma campanha de arrecadação de dinheiro, por fim tendo arrecadado dezenove milhões de dólares em títulos de guerra.

## Características

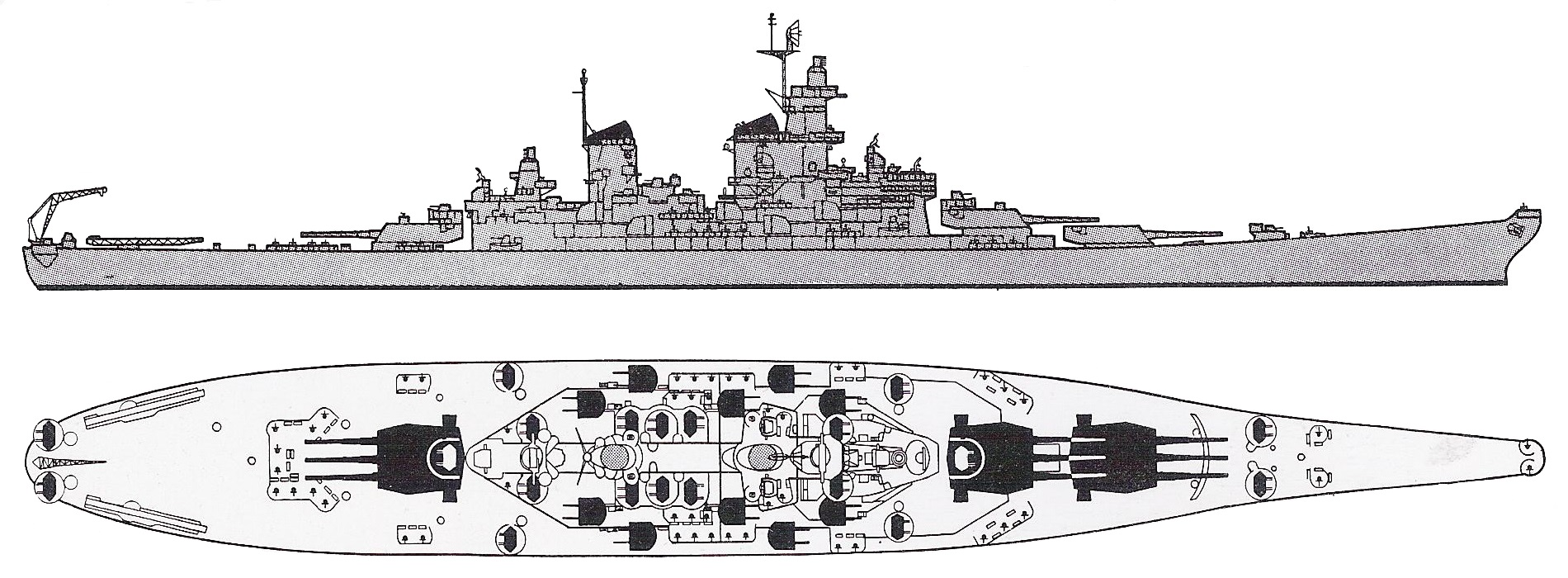
Desenho da Classe Iowa

O Illinois teria 270,4 metros de comprimento de fora a fora, boca de 33 metros e calado de 11,5 metros em seu deslocamento carregado de 58 460 toneladas. Seu sistema de propulsão seria composto por oito caldeiras Babcock & Wilcox a óleo combustível que impulsionariam quatro turbinas a vapor General Electric, cada uma girando uma hélice. Este sistema tinha uma potência indicada de 214,9 mil cavalos-vapor (158 mil quilowatts) para uma velocidade máxima de 32,5 nós (60,2 quilômetros por hora). Sua autonomia seria de quinze mil milhas náuticas (28 mil quilômetros) a quinze nós (28 quilômetros por hora). Foi projetado para ter uma tripulação de 117 oficiais e 1 804 marinheiros. Também seria equipado com duas catapultas de aeronaves no convés da popa e um guindaste para operar até três hidroaviões Vought OS2U Kingfisher.
A bateria principal consistiria em nove canhões Marco 7 calibre 50 de 406 milímetros montados em três torres de artilharia triplas, duas na frente da superestrutura e a terceira na popa. Seu armamento secundário teria vinte canhões de duplo-propósito calibre 38 de 127 milímetros em dez torres de artilharia duplas, cinco em cada lado da superestrutura. Seu armamento antiaéreo teria oitenta canhões Bofors de 40 milímetros em vinte montagens quádruplas e 49 canhões Oerlikon de 20 milímetros em montagens únicas. O cinturão de blindagem teria 307 milímetros e o convés uma blindagem entre 38 e 152 milímetros. A cidadela blindada seria fechada por anteparas transversais de 330 a 368 milímetros de espessura. As torres de artilharia teriam frentes de 495 milímetros e laterais de 241 milímetros, ficando em cima de barbetas entre 295 a 439 milímetros. A torre de comando seria protegida por laterais de 439 milímetros.

## História

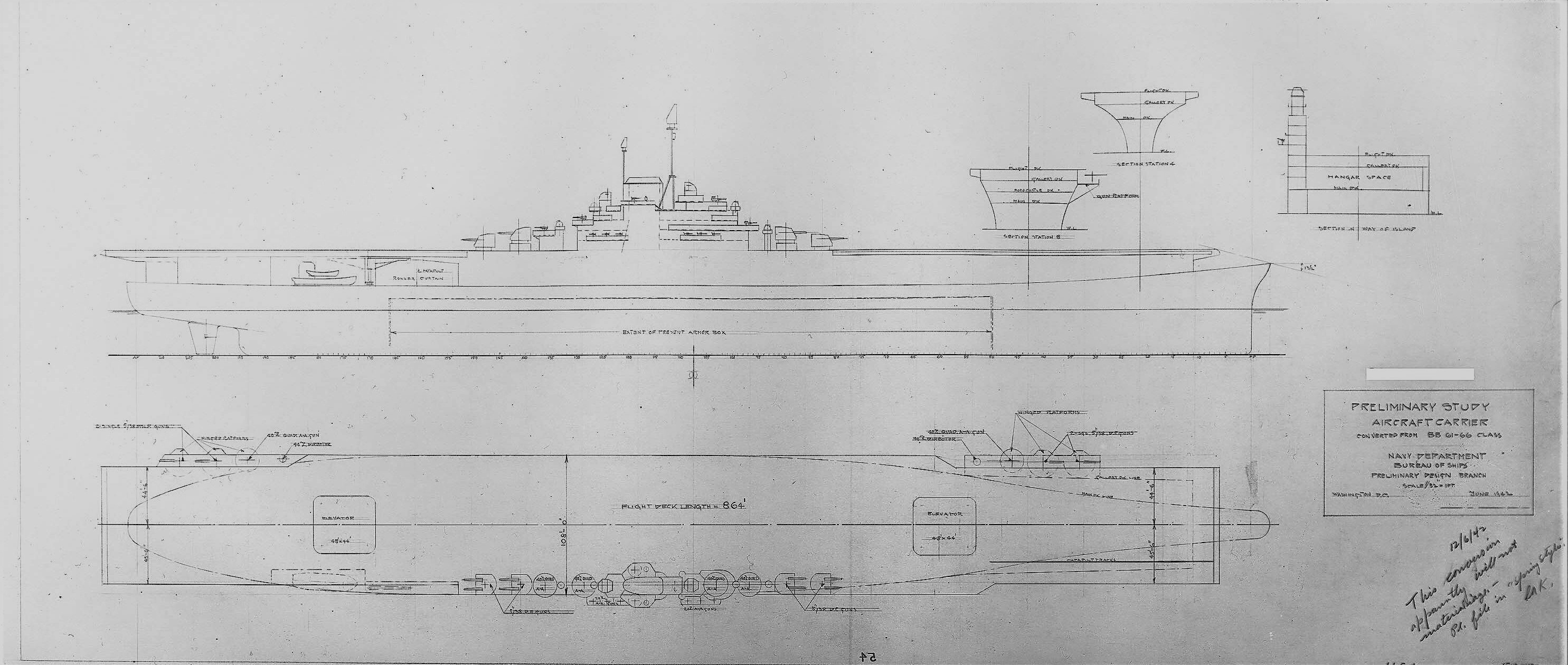
Projeto de conversão da Classe Iowa para porta-aviões

O batimento de quilha do Illinois ocorreu no dia 6 de dezembro de 1942 no Estaleiro Naval da Filadélfia na cidade da Filadélfia, no estado da Pensilvânia. Sua data estimada de finalização era de 1º de maio de 1945.
Sua construção foi paralisada algum tempo depois do início enquanto uma conversão do navio para um porta-aviões era considerada. Sua superestrutura original e armamentos seriam removidos e ele receberia um convés de voo com 263 metros de comprimento e 33 de largura, tendo um armamento antiaéreo idêntico ao da Classe Essex: oito canhões de 127 milímetros em quatro torres de artilharia duplas, outros quatro canhões de 127 milímetros em montagens únicas e 24 canhões Bofors de 40 milímetros em seis montagens quádruplas. A ideia foi abandonada depois de se chegar a conclusão de que a embarcação convertida carregaria menos aeronaves do que a Classe Essex, que mais porta-aviões da Classe Essex poderiam ser construídos no mesmo período e que a conversão seria consideravelmente mais cara do que um porta-aviões novo. Foi decidido então na época que o Illinois seria finalizado como um couraçado, mas sua construção foi deixada como uma prioridade baixa.
O navio acabou cancelado em 11 de agosto de 1945, quando estava aproximadamente 22 por cento completo, sendo removido do registro naval no dia seguinte. Seu casco incompleto foi inicialmente mantido por inicialmente acreditar-se que poderia ser usado como alvo de tiro em testes de armas nucleares. Entretanto, mais trinta milhões de dólares precisariam ser gastos para completá-lo o suficiente para que pudesse ser lançado ao mar, com isto sendo considerado pela Marinha dos Estados Unidos como um preço muito elevado, assim a ideia foi abandonada. O Illinois permaneceu no estaleiro até setembro de 1958, quando foi desmontado na própria rampa de lançamento.
O sino do navio, com a inscrição "USS Illinois 1946", está hoje no Estádio Memorial da Universidade de Illinois em Urbana-Champaign. Ele foi emprestado pela Naval History and Heritage Command de sua sede no Estaleiro Naval de Washington, na capital Washington, especificamente para o Corpo de Treinamento de Oficiais da Reserva Naval da universidade. O sino é tradicionalmente tocado por membros do corpo toda vez que a equipe de futebol americano da universidade marca um touchdown ou gol.